# Cristoforo Poggiali
Cristoforo Poggiali (né le 29 décembre 1721 à Plaisance et mort le 10 mars 1811 dans la même ville) est un biographe et érudit italien.

## Biographie
Cristoforo Poggiali naquit à Plaisance le 29 décembre 1721, d’une famille honorable. Ayant embrassé l’état ecclésiastique, il professe les belles-lettres au séminaire épiscopal avec beaucoup de succès. En 1754, il est nommé prévôt du chapitre de Ste-Agathe et conservateur de la bibliothèque ducale. À l’exemple du chanoine Pietro Maria Campi, son confrère, il rassembla des matériaux pour l’histoire et les publia de 1757 à 1766 sous ce titre : Memorie storiche di Piacenza, 12 vol. in-4°. Cet ouvrage commence à la fondation de Plaisance par une colonie romaine et finit à l’extinction de la ligne masculine des princes de la maison Farnèse dans le 18e siècle. Il est écrit d’un style agréable et les faits y sont bien discutés. Cependant on y trouve des inexactitudes qui furent relevées d’une manière piquante dans les Lettres imprimées sous le nom de Giuseppe Andreucci. Blessé du ton que son censeur avait pris, Poggiali répondit par des Rime, insérées dans le Diario de Venise, t. 12 ; mais il n’en profita pas moins de ses remarques et fit à son ouvrage des corrections et additions qui malheureusement sont restées inédites. Le Poggiali, d’un caractère très-vif, s’emportait facilement ; mais il rentrait aussitôt dans les bornes de la discussion et faisait oublier ses torts involontaires par son empressement à les réparer. Doué d’un talent naturel pour la poésie. il composait dans le genre Berniesque des pièces satiriques et des Capitoli qu’il communiquait à ses amis, mais qui n’avaient d’autre mérite à ses yeux que de le distraire d’occupations plus sérieuses. Il conserva jusque dans un âge avancé le goût de la littérature et le pouvoir de s’y livrer. Entouré de l’estime de ses concitoyens, il mourut en 1811 à 89 ans.

## Œuvres
Outre les ouvrages dont on a parlé, on lui doit :
- Memorie per la storia della letteratura di Piacenza, Plaisance, 1789 , 2 vol. in-4°, où l’on trouve cinquante notices sur des littérateurs des 15e et 16e siècles, nés à Plaisance ou originaires de cette ville. Tiraboschi les a fréquemment cités dans la Storia della letteratura italiana ;
- I proverbi, motti, etc., del popolo piacentino dal vernacolo recati nella Toscana favella in tanti distici. Ce recueil est un des amusements de sa vieillesse. L’avocat Luigi Bramieri a publié l’Éloge du Proposto Poggiali, Plaisance, 1814, in-8°.